# Otopteropus cartilagonodus
Genre
Espèce
Statut de conservation UICN

 LC  : Préoccupation mineure
Otopteropus est un genre de chauves-souris frugivores endémiques des Philippines.
Otopteropus cartilagonodus est la seule espèce du genre Otopterus. Elle est commune sur l'île de Luçon.